# Operazione Tidal Wave
L’operazione Tidal Wave (in italiano "maremoto") fu una missione di bombardamento aereo eseguita durante la seconda guerra mondiale da 178 Consolidated B-24 Liberator appartenenti a cinque diversi gruppi dell'8th e 9th Air Force dell'USAAF per distruggere le raffinerie di petrolio di Ploiești in Romania, fondamentali per il rifornimento di carburante alle forze armate tedesche.
Il 12 giugno 1942 era stato eseguito un primo bombardamento da dodici B-24D partiti dalla base di Fayid presso il canale di Suez. L'attacco aveva causato pochi danni, ma dimostrato la possibilità di un'incursione a bassa quota con bombardieri pesanti. La missione, denominata Halverston Project, (HALPRO) dal nome del colonnello Harry Halverston che l'aveva ideata, fu il primo bombardamento eseguito dall'USAAF sull'Europa.

## Il piano

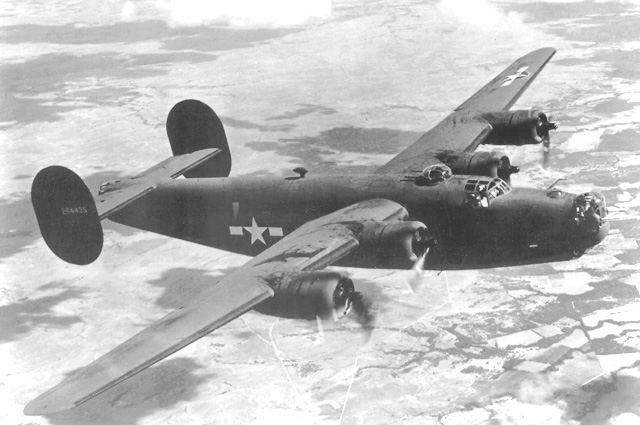
Un B-24 Liberator in volo

A differenza della missione HALPRO, l'operazione Tidal Wave venne attentamente pianificata. Vi parteciparono 178 B-24, che partendo dalla base aerea di Bengasi in Libia, volarono per più di 3 900 km. Il brigadier generale Uzal Girard Ent era al comando delle forze americane durante la missione, passata alla storia come una della più disastrose per le perdite di aerei e uomini d'equipaggio.
Il colonnello Jacob E. Smart a cui era stata affidata la pianificazione dell'operazione decise per un attacco a bassa quota per evitare i radar tedeschi, basandosi sull'esperienza della missione HALPRO. Questa scelta era dovuta anche al fatto che durante la missione HALPRO era stata incontrata una difesa contraerea limitata. La responsabilità dell'operazione venne assegnata alla 9th Air Force, per la missione vennero assegnati cinque gruppi bombardieri:
- 8th Air Force:
  - 98th Gruppo Bombardieri, colonnello John Riley Kane
  - 376th Gruppo Bombardieri, colonnello Keith K. Compton
- 9th Air Force:
  - 44th Gruppo Bombardieri, colonnello Leon William Johnson
  - 93rd Gruppo Bombardieri, tenente colonnello Addison Baker
  - 389th Gruppo Bombardieri, colonnello Jack W. Wood

L'idea era quella di attaccare le raffinerie in sette punti quasi contemporaneamente e per fare ciò era necessaria una perfetta sincronia nell'arrivo dei bombardieri sui bersagli. Per l'addestramento venne costruito un modello delle raffinerie nel deserto libico, inoltre nel luglio 1943 vennero eseguite alcune missioni di bombardamento a bassa quota su alcuni obiettivi secondari.
I B-24D, progettati per il volo ad alta quota, vennero dotati di serbatoi supplementari nella stiva bombe, arrivando ad una capacità di carburante di 11 718 litri per ottenere l'autonomia necessaria per la missione. L'attacco era previsto per il primo agosto con 178 B-24 per un totale di 1.764 uomini d'equipaggio, una delle forze più numerose mai radunate per un'unica missione.
Il piano di volo prevedeva di partire da Bengasi, sorvolare il Mediterraneo e l'Adriatico, l'isola di Corfù i monti Pindus in Albania e la Jugoslavia meridionale, poi gli aerei si sarebbero divisi per arrivare a Ploiesti da nord in maniera coordinata per colpire tutti i bersagli quasi contemporaneamente. Purtroppo per gli americani, il generale Alfred Gerstenberg, al comando della difesa aerea in Romania, a seguito della missione HALPRO, aveva chiesto ed ottenuto i mezzi per realizzare uno dei migliori sistemi di difesa aerea d'Europa. In particolare attorno a Ploiesti erano stati piazzati centinaia di cannoni antiaerei di tutti i calibri, fino a 105mm, mimetizzati in vari modi, anche come strutture agricole e su treni per permetterne lo spostamento rapido. Inoltre era in funzione una rete radar collegata con le vicine basi aeree dove erano disponibili 52 caccia tra Messerschmitt Bf 109 e Bf 110 più altri caccia romeni e bulgari. Gerstenberg contava anche sui centri di intercettazione delle comunicazioni alleate posti ad Atene, per avere un ampio preavviso in caso di attacchi aerei partiti dall'Africa.

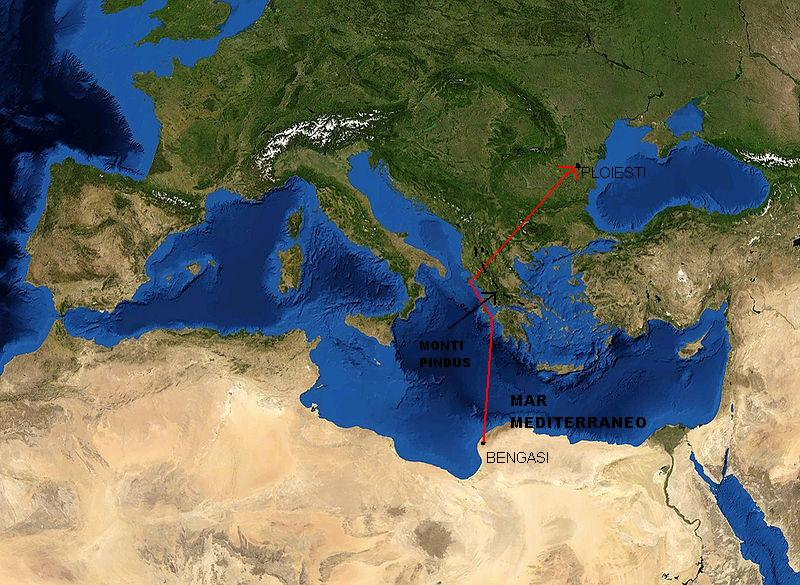
Illustrazione approssimativa del piano di volo

## Verso l'obiettivo
Alle 7:00 del 1º agosto 1943 gli aerei iniziarono a decollare dalle basi attorno a Bengasi sollevando grandi quantità di polvere che crearono problemi di visibilità e ai motori, per questi motivi un aereo ebbe un incidente in fase di decollo.
I 177 aerei decollati arrivarono sull'Adriatico dove l'aereo 28 “Wingo Wango” pilotato dal tenente Brian Flavelle appartenente al 376th BG perse il controllo cadendo in mare. L'aereo 23 “Desert Lilly” pilotato dal tenente Guy Lovine scese di quota per cercare eventuali sopravvissuti. Dopo aver constatato che non c'erano superstiti “Desert Lilly” a causa del carico di bombe e carburante non riuscì a riunirsi alla formazione, anche a causa del totale silenzio radio imposto per la missione.
Altri dieci aerei persero contatto con le loro formazioni e rientrarono su basi aeree alleate.
I B-24 raggiunsero poi i monti Pindus e li sorvolarono ad una quota di 3.350 m, gli aerei del 93rd e 376th BG distanziarono le altre formazioni alterando i tempi previsti dal piano originale del colonnello Smart che richiedeva un preciso sincronismo. Tutti gli aerei mantennero comunque il silenzio radio come ordinato impedendo quindi un coordinamento preciso.
Presso Pitesti a circa 105 km da Ploiești le formazioni iniziarono a separarsi per arrivare sugli obiettivi nei tempi e dalle direzioni previste. Il 389th BG puntò su Campina, mentre gli altri proseguirono. Giunti sopra Targoviste il colonnello Compton scambiò una linea ferroviaria per quella diretta a Ploiești da seguire come riferimento per cui puntò col suo gruppo seguito dal 93rd verso Bucarest nonostante il parere contrario del suo navigatore capitano Harold Wicklund che aveva già partecipato alla missione HALPRO. Alcuni aerei ruppero il silenzio radio per segnalare l'errore.

## L'attacco
Nonostante l'errore del colonnello Compton, Baker col suo “Hell's Wench” accortosi dell'errore corresse la rotta dirigendosi verso Ploiesti. Di conseguenza il 93rd BG era su una rotta diversa da quella originale prevista e ancora seguita dai tre gruppi rimasti indietro.
Compton si rese conto dell'errore poco prima di arrivare a Bucarest e cambiò rotta puntando su Ploiești.
Alle 14:00 circa il 93rd BG arrivò per primo sull'obiettivo con le difese nemiche già in allarme.
L'"Hell's Wench" venne danneggiato dalla contraerea costringendo Baker ed il suo copilota maggiore John Jerstad a sganciare le bombe per alleggerire l'aereo per potere continuare a guidare la formazione verso l'obiettivo specifico, la raffineria Columbia Aquila. Superato l'obiettivo, Baker e Jerstad riuscirono a mantenere l'"Hell's Wench" in volo cabrato per permettere al resto dell'equipaggio di lanciarsi. Per quest'azione vennero decorati alla memoria con la Medal of Honor.
Il maggiore Ramsay D. Potts su "The Duchess" ed il maggiore George S. Brown su "Queenie" incontrarono dense nubi di fumo sopra la raffineria Columbia Aquila ed altri due aerei del 93rd BG assieme a cui sganciarono le loro bombe sulle raffinerie Columbia Aquila, Astra Romana e Unirea Orion. Durante quest'attacco il 93rd BG perse undici aerei.

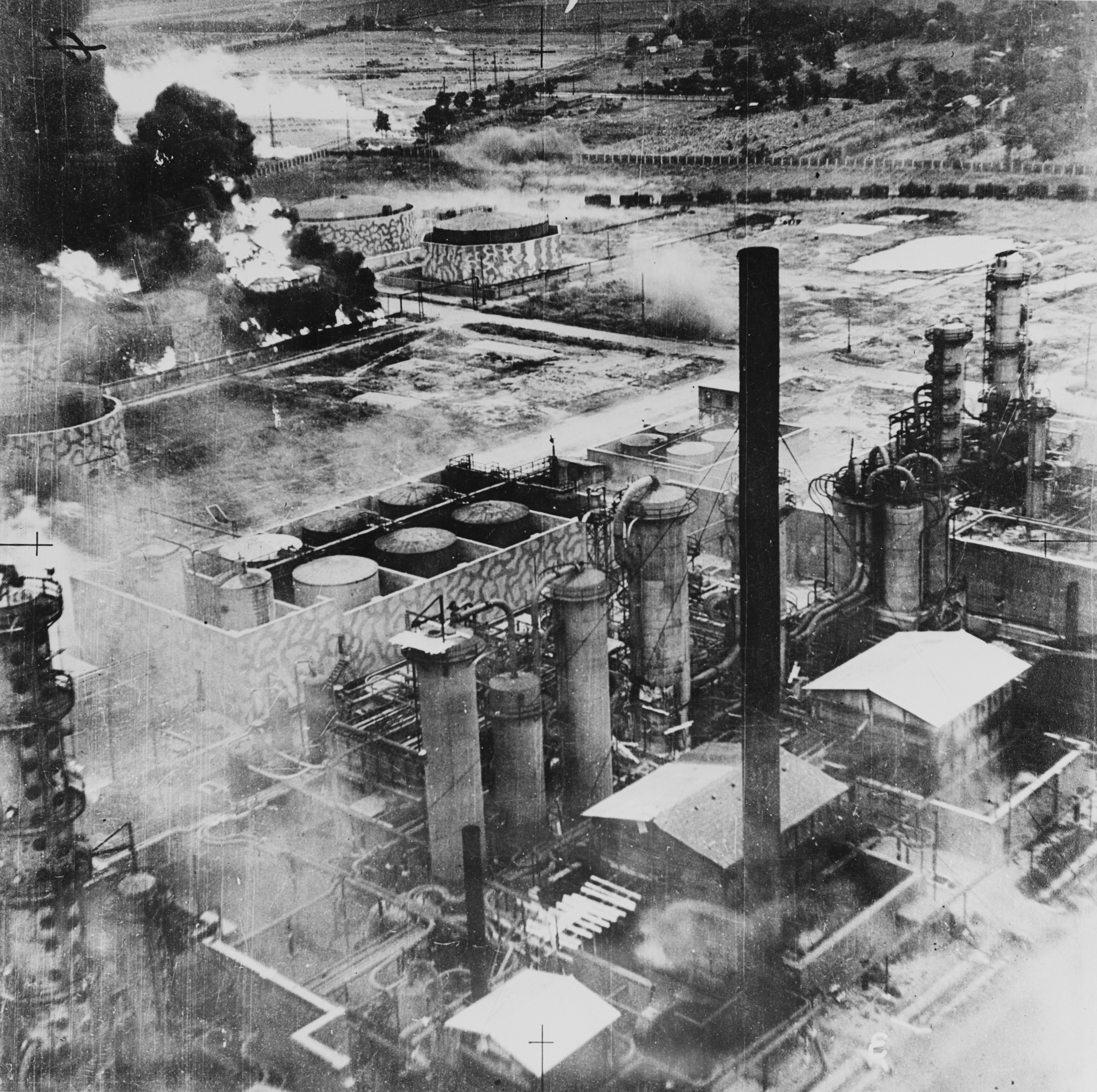
Le raffinerie di Ploiești in fiamme a causa del bombardamento dell'aviazione americana

Giunto su Ploiești, il generale Ent decise che le difese della raffineria Romana Americana, bersaglio previsto per il 376th BG, erano troppo pericolose e ordinò a Compton di attaccare la raffineria Steaua Romana a Campina, che era il bersaglio del 389th BG in arrivo da est.
Cinque aerei del 376th BG proseguirono verso la raffineria Concordia Vega già sotto attacco.
A Campina le batterie contraeree piazzate sulle colline circostanti erano in grado di sparare sugli aerei dall'alto, inoltre i B24 vennero attaccati da caccia IAR 80 romeni.
Mentre i 93rd e 376th BG erano già in azione, il 44th BG del colonnello Leon W. Johnson ed il 98th BG del colonnello John R. Kane virarono sopra Floresti per puntare verso i rispettivi bersagli, le raffinerie Columbia Aquila ed Asta Romana. Entrambe le formazioni volavano a bassa quota seguendo la ferrovia Floresti-Ploiești per cui incontrarono i treni armati con la contraerea. Volando appena sopra il livello degli alberi a circa quindici metri da terra, il 44th BG sulla destra ed il 98th BG sulla sinistra, fu possibile ai mitraglieri dei B24 rispondere al fuoco nemico mettendo fuori uso la locomotiva e procurando molte perdite fra i soldati tedeschi.
Nonostante gli effetti dell'attacco dei 93rd e 376th BG rendessero più difficile riconoscere i bersagli, Johnson e Kane continuarono a volare a bassa quota diretti verso l'obiettivo guidando le loro formazioni sulla rotta prevista subendo pesanti perdite mentre i mitraglieri sparavano sulle postazioni della contraerea. Per quest'azione vennero entrambi decorati con la medaglia d'onore.
Il tenente colonnello James T. Posey guidò ventuno aerei del 44th BG in un attacco alla raffineria Creditul Minier a sud di Ploiești volando a quota molto bassa e mantenendo la formazione nonostante il carico di bombe e il fuoco della contraerea.
L'ultimo attacco venne condotto dal 389th BG del colonnello Jack W. Wood alla raffineria Steaua Romana. Quattro Liberator del 389th BG vennero abbattuti tra cui l'"Ole Kickapoo" pilotato dal tenente Lloyd Herbert Hughes di soli ventidue anni. L'aereo perdeva carburante che s'incendiò a causa delle esplosioni, Hughes riuscì a portarlo fino sopra all'obiettivo per sganciare le bombe e poi tentò un atterraggio di fortuna nel letto di un fiume. Hughes e cinque uomini dell'equipaggio rimasero uccisi, mentre due, il navigatore tenente Sidney A. Pear ed il bombardiere tenente John A. McLoughlin, gravemente feriti morirono in seguito mentre due mitraglieri, i sergenti Thomas Albert Hoff e Edmund H. Smith, riuscirono a salvarsi e vennero catturati. Hughes venne decorato con la Medal of Honor alla memoria.
L'attacco durò complessivamente ventisette minuti, cui seguirono altre sette ore di volo per il ritorno,nel migliore dei casi: alcuni aerei atterrarono quattordici ore dopo la partenza da Bengasi, come avvenne per un B-24 seriamente danneggiato.
Dei 177 B24 partiti per la missione, solo 88 rientrarono a Bengasi e di questi solo 33 erano in condizioni operative il giorno seguente. 53 aerei vennero abbattuti, di cui 44 dalla contraerea. Alcuni aerei caddero nel Mediterraneo durante il volo di ritorno, altri rientrarono su altre basi alleate come la base RAF di Cipro. Altri ancora atterrarono in Turchia, paese neutrale, dove gli equipaggi vennero internati fino alla fine della guerra. Complessivamente, 440 uomini degli equipaggi vennero uccisi e 220 catturati. Per questa missione vennero assegnate cinque Medal of Honor, il numero maggiore mai raggiunto in un'unica missione dell'USAAF.
Il B24 “Brewery Wagon” abbattuto durante l'attacco a Ploiești venne poi riparato ed impiegato dall'aviazione romena come aereo da trasporto.

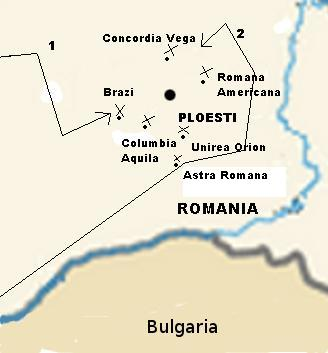
Prima fase d'attacco ad opera dell'8th Air Force

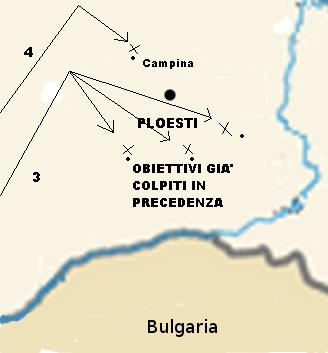
Seconda fase d'attacco ad opera della 9th Air Force

## Conseguenze dell'attacco
Il bombardamento causò gravi danni alle raffinerie di Ploiești, ma non la loro distruzione totale.
Gerstenberg oltre alla difesa aveva pianificato anche la gestione delle raffinerie che normalmente lavoravano a ritmi inferiori ai massimi possibili.
Gli alleati stimarono che la produzione delle raffinerie di Ploiești fosse stata ridotta del 66% a causa dell'attacco, ma in poche settimane la maggior parte dei danni venne riparata e la produzione tornò ai livelli precedenti, fatta eccezione per la Steaua Romana di Campina che era stata la più danneggiata e rimase fuori uso fino alla fine della guerra.
Le raffinerie di Ploiești vennero nuovamente attaccate più volte dai bombardieri della 15th Air Force nel 1944 ma con bombardamenti da alta quota.
Nell'agosto 1944 le truppe dell'Armata Rossa conquistarono la Romania bloccando quindi le forniture di carburante ai tedeschi.